# Centaurium scilloides
Centaurium scilloides é uma espécie botânica pertencente à família das Gentianaceae. Ocorre em todas as ilhas dos Açores e na Europa continental, principalmente nas costa do Atlântico, desde Portugal até à Inglaterra, pouco mais passando dessas latitudes.